# Croton paraguayensis
Espèce
Croton paraguayensis est une espèce de plantes à fleurs du genre Croton et de la famille des Euphorbiaceae, présente au Paraguay.